# Église verte
Le label Église verte est destiné à encourager les initiatives de conversion écologique menées dans les communautés chrétiennes en France. Il est mis en place en 2017, à l’initiative des Églises chrétiennes : la Conférence des évêques de France, la Fédération protestante de France, l’Assemblée des évêques orthodoxes de France et le Conseil d’Églises chrétiennes en France. 
Le label fait notamment suite à l'encyclique Laudato si' du pape François, sur la « sauvegarde de la maison commune » du 24 mai 2015, « adressée à toutes les personnes de bonne volonté ».

## Présentation générale
Le label Église verte, coordonné par l'association éponyme, est proposé principalement aux paroisses / églises locales (label général), mais propose aussi des déclinaisons pour les associations, les congrégations apostoliques, les monastères, les familles, les collèges-lycées (Pollen) et les jeunes (18 ans et +). Ce label fait référence à l'écologie intégrale,. Il doit être renouvelé chaque année. Il s'agit d'un label qui valorise des actions menées à l'échelle de la paroisse ou de la communauté.
L’équipe permanente d’Église verte, est composée de salariés chargés de suivre les communautés qui s’investissent dans la démarche : il peut s'agir d'une paroisse / église locale, d'une association, d'une congrégation apostolique, d'un monastère), d'une école ou d'une famille.

## Objectif
L'objectif du label est d'aider les communautés à entrer dans une démarche de conversion écologique et de faire en sorte que celle-ci s'ancre dans la durée. Le label doit permettre de faciliter la conversion écologique des communautés chrétiennes. Il est soutenu par les Églises chrétiennes (Conférence des évêques de France, Fédération protestante et Assemblée des évêques orthodoxes). Pour les chrétiens, cela permet de traduire dans la vie des croyants les évolutions doctrinales émanant du Vatican.
Cette initiative complète l'existence de délégués diocésains à l’écologie intégrale par exemple. L'initiative fait partie de nouvelles formes d'engagements chrétiens en lien avec les enjeux que le monde affronte. Cependant, la tendance écologique n'est pas majoritaire au sein de l’Église.

## Genèse
Le réseau Église Verte participe à la réflexion menée sur la façon dont les différentes Églises se situent face à la crise écologique. Plusieurs événements ont précédé la création du label : les Assises chrétiennes de l’écologie (première édition en 2011 dans le diocèse de Saint-Étienne), le jeûne pour le climat, la publication de l'encyclique Laudato si', la COP 21 (la conférence des Nations unies sur le climat de 2015 à Paris).
L'initiative est au début mise en œuvre par AVEC (Accompagnement vers une écoresponsabilité chrétienne) et l'association A Rocha France,et gérée par un comité de pilotage incluant en plus des fondateurs, le CCFD-Terre Solidaire, le Centre de recherche et d'action sociales (CERAS), Caritas France. Église verte est devenue une association loi 1901 en novembre 2020.
Des initiatives similaires ont été menées dans d'autres pays : le label Grüner Gockel (« Coq vert ») en Allemagne , les « Eco-churches » au Royaume-Uni, les « Églises vertes » au Canada, ou encore les Grønne menighet (« Congrégations vertes ») en Norvège . En Suisse le réseau « œco Église pour l'environnement » met à disposition un guide « Paroisses vertes ».

## Description de la démarche

### Label général (paroisses / églises locales)
Conditions préalables
Il y a des conditions préalables pour commencer la démarche :
1. être un groupe d’au moins 3 ou 4 personnes ;
2. avoir l’accord des responsables (curé, conseil…) de la communauté pour qu’elle s’engage dans une démarche Église verte et pour que la communauté verse une cotisation annuelle ;
3. avoir l’accès aux moyens de communication de la communauté pour ensuite faire part des actions envisagées et des progrès réalisés (panneau, feuille d’information, annonces, site Internet…) ;
4. avoir déjà organisé dans la communauté au moins une réunion, un temps de prière, ou une action concrète pour le respect de la Création.

Éco-diagnostic
La démarche consiste à faire un éco-diagnostic de la communauté pour faire un état des lieux complet qui concerne :
1. les célébrations et la catéchèse ;
2. les bâtiments (isolation, modes de chauffage...) ;
3. le terrain ;
4. l'engagement local et global ;
5. les modes de vie.

Évaluation du niveau d'avancement dans la démarche
Le label général fonctionne par niveaux, chacun nommé d'après une plante biblique :
1. Graine de sénevé (inscription) ;
2. Lis des champs (éco-diagnostic rempli, sans conditions d'atteinte de pourcentage, programme d'actions prévu) ;
3. Cep de vigne ;
4. Figuier ;
5. Cèdre du Liban (conditions progressives concernant les pourcentages des domaines de l'éco-diagnostic).

### Témoignages
- Plusieurs paroisses ou églises locales ont témoigné de leur engagement dans la démarche : paroisse catholique Saint-Gabriel (Paris 20e), paroisse protestante de Romans (Drôme), institut orthodoxe Saint-Serge (Paris), paroisse protestante de Haguenau (Bas Rhin), paroisse Notre-Dame de Cholet (Maine-et-Loire)[19]. La paroisse Saint-Gabriel a été pilote dans la démarche et possède un espace sur son site internet consacré à la démarche Église verte[20].
- Dans le cadre d'une démarche « Église verte » lancée en novembre 2017 à la suite de la publication de l'encyclique Laudato si' du pape François, la paroisse Notre-Dame-du-Rosaire de Saint-Maur-des-Fossés, a décidé lors d'une assemblée paroissiale de faire l'espace qui entoure l'église « Le Jardin de la Rencontre » pour y partager l'esprit de Laudato si' et de Fratelli Tutti (hôtels à insectes, plantations, « banc de Saint François » pour parler, composteurs, ouverture de carrés potagers, armoire solidaire, démarrage d’un coin médiéval,…)[21].

### Différentes structures concernées par la démarche
Les trois différentes étapes : la découverte, le démarrage et l'éco-diagnostic se déclinent aussi pour des structures collectives, que ce soit des associations,,, des congrégations apostoliques,,, des monastères,, ou les familles,,.
S'adressant aussi aux jeunes publics, la démarche en trois parties concerne aussi les collèges et lycées,, et les jeunes,,. 

### Coordination des actions
Pour permettre la coordination, le site indique la carte des structures engagées, que ce soit les associations, les congrégations et les  monastères. Le site indique également comment trouver un parcours famille près de chez soi. Le site indique la carte des collèges et lycées engagés ainsi que la carte des groupes jeunes engagés.

## Animation spirituelle de la fresque du climat
Le réseau Église verte est associé avec l'association La fresque du climat pour l'animation spirituelle des ateliers. La fresque du climat, portée par l’association éponyme, est un outil ludique, coopératif et pédagogique, utilisé par 180 000 participants en juillet 2021 (le chiffre double actuellement tous les cinq mois), aussi bien par le grand public (adultes et jeunes) que pour l’enseignement, les pouvoirs publics, les associations ou les entreprises.
L’animation spirituelle lors d’une fresque du climat en milieu chrétien se manifeste principalement à quatre moments :
1. Lors de la rédaction de l’invitation, qui se fait en coopération avec l’organisateur (qui s’occupe de la logistique amont et aval) et le fresqueur (qui conduira l’atelier) ;
2. Lors de l’introduction ;
3. Lors de la conclusion ;
4. Lors du courriel post-fresque.

## Nombre de structures concernées
Fin 2019, le label concerne plus de 400 communautés, dont majoritairement des paroisses, qui sont entrées dans la démarche de labellisation. En 2022, 740 structures sont labellisées.